# Jimmy Hogarth
Jimmy Hogarth (n. 12 septembrie 1974) este un producător englez de muzică pop-soul, cunoscut pentru colaborările sale cu interpreți cu renume precum James Morrison, Amy Winehouse, Duffy sau Tina Turner.